# Erik Botheim
Erik Botheim (Oslo, 2000. január 10. –) norvég válogatott labdarúgó, a svéd Malmö csatára.

## Pályafutása

### Klubcsapatokban
Erik Botheim felnőtt pályafutását 2015-ben a Lyn csapatánál kezdte. Először az Ullern szembeni 2–2-es döntetlen meccsen lépett pályára. Első gólját a Holmen ellen 9–2-re megnyert mérkőzésen szerezte.
Botheim 2016-ban a Rosenborghoz igazolt, ahol először 2017 áprilisában lépett pályára. A norvég ligában először a Vålerenga ellen 3–0-ra megnyert meccsen mutatkozott be, Anders Trondsen cseréjeként. Legelső ligagólját a 2018 júliusában szerezte. Botheim 2019 augusztusában a Tromsø elleni mérkőzésen mesterhármast lőtt. Botheim a 2020-as szezonban a Stabæk klubjánál játszott kölcsön játékosként. A 2021-es szezont már a Bodø/Glimt csapatánál kezdte. A 2021. október 21-ei Konferencia Liga meccsen 2 gólt lőtt a Roma ellen, amelyet a klub 6–1-re megnyert. A 2021-es szezonban 30 mérkőzésen 15 gólt szerzett.
2021. december 22-én az orosz Krasznodarhoz igazolt, ám a klub színeiben egyszer sem lépett pályára. 2022. július 7-én négyéves szerződést kötött az olasz Salernitana együttesével. Először a 2022. augusztus 14-ei, Roma ellen 1–0-ra elvesztett mérkőzésen lépett pályára. Első gólját 2022. augusztus 28-án, a Sampdoria ellen hazai pályán 4–0-ra megnyert találkozón szerezte meg.
2024. február 1-jén a svéd Malmö szerződtette.

### Válogatottban
Botheim az norvég U21-es válogatottban 2021. szeptember 3-án mutatkozott be az Ausztriával szembeni 3–1-re megnyert mérkőzésen.

## Statisztikák
2022. november 13. szerint
| Klub                | Szezon   | Osztály     | Bajnokság | Bajnokság | Kupa  | Kupa | Nemzetközi | Nemzetközi | Összesen | Összesen |
| Klub                | Szezon   | Osztály     | Meccs     | Gól       | Meccs | Gól  | Meccs      | Gól        | Meccs    | Gól      |
| ------------------- | -------- | ----------- | --------- | --------- | ----- | ---- | ---------- | ---------- | -------- | -------- |
| Lyn                 | 2015     | divisjon 2. | 7         | 1         | 0     | 0    | —          | —          | 7        | 1        |
| Lyn                 | 2016     | divisjon 3. | 11        | 3         | 2     | 1    | —          | —          | 13       | 4        |
| Lyn                 | Összesen | Összesen    | 18        | 4         | 2     | 1    | —\|        | —\|        | 20       | 5        |
| Rosenborg           | 2017     | Eliteserien | 3         | 0         | 2     | 0    | 1          | 0          | 6        | 0        |
| Rosenborg           | 2018     | Eliteserien | 6         | 1         | 2     | 3    | 4          | 0          | 12       | 4        |
| Rosenborg           | 2019     | Eliteserien | 7         | 3         | 3     | 2    | 2          | 0          | 12       | 5        |
| Rosenborg           | 2020     | Eliteserien | 3         | 0         | 0     | 0    | 0          | 0          | 3        | 0        |
| Rosenborg           | Összesen | Összesen    | 19        | 4         | 7     | 5    | 7          | 0          | 33       | 9        |
| Stabæk (kölcsönben) | 2020     | Eliteserien | 15        | 0         | 0     | 0    | —          | —          | 15       | 0        |
| Bodø/Glimt          | 2021     | Eliteserien | 30        | 15        | 0     | 0    | 14         | 7          | 44       | 22       |
| Salernitana         | 2022–23  | Serie A     | 14        | 1         | 1     | 0    | 0          | 0          | 15       | 1        |
| Összesen            | Összesen | Összesen    | 96        | 24        | 10    | 6    | 21         | 7          | 127      | 37       |

### A válogatottban
| Válogatott | Év       | Pályára lépés | Gól |
| ---------- | -------- | ------------- | --- |
| Norvégia   | 2024     | 1             | 0   |
| Norvégia   | 2025     | 1             | 0   |
| Összesen   | Összesen | 2             | 0   |

## Sikerei, díjai
Rosenborg
- Eliteserien
  - Bajnok (2): 2017, 2018

- Norvég kupa
  - Győztes (1): 2018

- Norvég szuperkupa
  - Győztes (1): 2018

Bodø/Glimt
- Eliteserien
  - Bajnok (1): 2021

Malmö
- Malmö
  - Bajnok (1): 2024

- Svéd Kupa
  - Győztes (1): 2023–24